# Metrobank Center
Metrobank Center là tòa nhà chọc trời cao nhất Philippines. Đây là một tòa nhà văn phòng 66 tầng cao 318 m. Metrobank Center là trụ sở của ngân hàng Metropolitan Bank & Trust Company. Được hoàn thành năm 2017, tòa nhà này do công ty Wong & Ouyang thiết kế.